# Who Knew
Who Knew is een nummer van de Amerikaanse zangeres Pink uit 2006. Het is de tweede single van haar vierde studioalbum I'm Not Dead.
"Who Knew" is een ballad die gaat over het verlies van een goede vriend van Pink. Het nummer werd in veel westerse landen een hit. In de Amerikaanse Billboard Hot 100 haalde het de 9e positie. In het Nederlandse taalgebied had het nummer iets minder succes; in de Nederlandse Top 40 haalde het namelijk de 35e positie en in de Vlaamse Ultratop 50 de 30e.